# Portal korporacyjny
Portal korporacyjny (ang. corporate portal
) – zintegrowany interfejs użytkownika stanowiący pochodną technologii intranetowej, a służący wymianie informacji, zarządzaniu wiedzą w przedsiębiorstwie oraz realizacji różnych transakcji biznesowych. Stanowi punkt dostępu do wszystkich zasobów informacyjnych oraz wykorzystywanych aplikacji.
Integruje on systemy i technologie informatyczne, dane, informację i wiedzę, funkcjonujące w organizacji oraz jej otoczeniu, w celu umożliwienia użytkownikom spersonalizowanego i wygodnego dostępu do danych, informacji, wiedzy, stosownie do wynikających z ich zadań potrzeb, w dowolnym miejscu i czasie, w bezpieczny sposób i poprzez jednolity interfejs. Bardziej zaawansowane portale funkcjonują jako rozbudowane miejsce pracy (ang. workplace), gwarantujące pracę grupową oraz wymianę dokumentów.
Za twórców koncepcji portali korporacyjnych uważa się C. Shilakesa i J. Tylmanna z firmy Merrill Lynch.

## Cechy portalu korporacyjnego
Cechy, jakimi powinien charakteryzować się portal korporacyjny:
- integracja heterogenicznych danych, ustrukturalizowanych i nieustrukturalizowanych, pochodzących z organizacji i jej otoczenia;
- integracja niejednorodnych aplikacji;
- dostarczanie informacji użytkownikom, zarówno automatycznie do uprawnionych użytkowników, jak i każdorazowo na ich życzenie;
- dostosowanie interfejsu portalu do indywidualnych potrzeb;
- dostarczanie szczegółowych informacji i wiedzy dotyczących bardzo konkretnych dziedzin poszczególnym użytkownikom i grupom użytkowników;
- stworzenie możliwości komunikacji, wymiany informacji i współpracy pomiędzy poszczególnymi użytkownikami lub grupami użytkowników;
- kategoryzowanie danych, informacji oraz wiedzy dostępnych za pośrednictwem portalu;
- publikacja i dystrybucja informacji i wiedzy oraz ich rozpowszechnianie wśród pracowników.

## Architektura portali korporacyjnych
W skład ogólnej architektury portali wchodzą:
- warstwa prezentacji i personalizacji: definiuje sposoby dostępu poszczególnych użytkowników do zasobów i usług portalu;
- warstwa taksonomii i wyszukiwania: od tej warstwy zależy łatwość i szybkość dotarcia do poszukiwanej informacji;
- warstwa bezpieczeństwa: bardzo ważny element architektury. Portal musi posiadać wbudowane mechanizmy kontroli, które skutecznie zabezpieczą dane, wiedzę, informacje i aplikacje przed dostępem osób niepowołanych;
- warstwa integracji: umożliwia dostęp do danych istniejących w organizacji oraz w jej otoczeniu. Portal integruje aplikacje i zasoby, aby ułatwić dostęp do nich.

## Korzyści stosowania portali korporacyjnych
Do najważniejszych korzyści płynących ze stosowania portali korporacyjnych należy zaliczyć:
- szybki dostęp do kluczowych informacji niezbędnych w procesie podejmowania decyzji;
- zmniejszenie czasu poszukiwania niezbędnych informacji;
- dostęp do wiedzy bez względu na lokalizację użytkowników;
- dobra organizacja pracy dzięki zintegrowanemu dostępowi do informacji;
- zmniejszenie kosztów dystrybucji informacji, głównie zmniejszenie wydatków na połączenia telefoniczne i papier.